# 玄朗
玄朗（げんろう、生没年不詳）は、奈良時代の僧。入唐学問僧。

## 概要
天平14年（743年）に帰国のため栄叡・普照らと揚州へ下った。鑑真を伴って帰国しようとしたところ、玄法らとともに開元寺で逮捕されたという。まもなく釈放されて還俗したという。